# Fuiloro
Fuiloro (Fwiloro) ist ein osttimoresischer Suco im Verwaltungsamt Lospalos (Gemeinde Lautém).

## Ortsname
Foho bedeutet in der lokalen Sprache Fataluku „Gras“, loru „Ebene“, so dass die Bedeutung des Ortsnamens in etwa „Grasebene“ ist. 1936 wurde Fuiloro von den Portugiesen in Vila de Aviz (Vila de Avis) umbenannt. Doch der Name setzte sich nicht durch und einige Jahre nach dem Zweiten Weltkrieg kehrte man zum alten Namen zurück.

## Geographie
Der Suco bildet das geographische und administrative Zentrum des Verwaltungsamts Lospalos und der Gemeinde Lautém. Im Nordwesten grenzt Fuiloro an den Suco Raça, im Nordosten an Bauro, im Südosten an Muapitine, im Süden an Lore II und im Westen an Souro und Home. In direkter Nachbarschaft zueinander bilden mehrere Orte ein dichtes Siedlungsnetz, das so mit Lospalos die drittgrößte Stadt Osttimors bildet. Diese sind (von Nord nach Süd) Setiara, Cartini 1 (Kartini 1), Cartini 2 (Kartini 2), 30 de Agosto, Laucepo Baru, Larinaca (Larinacha), Pato, Fuiloro, Kampung Peternakan (Kampungpeternakan), Laucepo Lama, Sidodadi, Sawarica, Motolari, Ira'ara (Irara, Ilara), Lospalos, Central (Sentral), Cartini (Kartini), Natura, Chaiuacha Baru (Chaihuacha Baru) und Kuluhun. Die enge Besiedlung reicht auch über die Grenzen des Sucos nach Westen weiter. Im Norden liegen mit Titilari, Tchauluturo (Tchaulutu, Chauluturu) und Bauro (an der Grenze zum gleichnamigen Suco) drei weitere größere Siedlungen. Diese und auch das kleinere Triaula liegen an der Überlandstraße nach Com an der Nordküste Timors. Nach Westen führt die Überlandstraße Richtung Leuro und dann weiter nach Süden nach Iliomar. Weitere kleine Orte befinden sich an der Südgrenze von Fuiloro: Chomoco, Puaperehula (Puaperchula), Paitalo und Lereloho. Zwei kleine Seen liegen am Ostrand des Siedlungszentrums. Der Norden des Sucos liegt auf der auffälligsten Hochebene Osttimors, dem Fuiloro-Plateau (Planalto de Fuiloro). Sie ist von Bergen umrahmt. Richtung Süden fällt das Plateau, aufgrund seiner großen Fläche unmerklich, von einer Höhe von 700 m auf 500 m ab. Ursprünglich war das Plateau die Lagune eines urzeitlichen Atolls.
Fuiloro hat eine Fläche von 102,20 km² und teilt sich in die zehn Aldeias 30 de Agosto, Bemoris, Central, Ira'ara, Kuluhun, Lereloho, Lospala, Nakroman, Tchauluturo und Titilari.
Die Salesianer Don Boscos haben eine Mission im  Ort Fuiloro. Dazu gehören Schulen für alle Altersstufen (unter anderem das Don Bosco College), ein Mädcheninternat (120 Schülerinnen), ein Waisenhaus und eine Landwirtschaftsschule (Don Bosco Agricultural School). Der ehemalige Premierminister und Landwirtschaftsminister Osttimors Estanislau da Silva ging bei den Salesianern zwischen 1961 und 1965 in die Grundschule. 2002 wurden in der Mission als Entwicklungshilfeprojekt von den australischen Kiwanis Club of Brighton Rinder zur Milchproduktion angesiedelt.
Insgesamt gibt es im Siedlungszentrum Lospalos zwei Vorschulen, sechs Grundschulen, zwei vorbereitende Schulen für die Sekundärstufe und eine Sekundärschule. Außerdem gibt es hier ein kommunales Gesundheitszentrum und einen ausgebauten Hubschrauberlandeplatz. Auch Titilari und Bauro verfügen über je eine Grundschule. Daneben hat Bauro eine Sekundärschule und einen Hubschrauberlandeplatz für Notfälle.

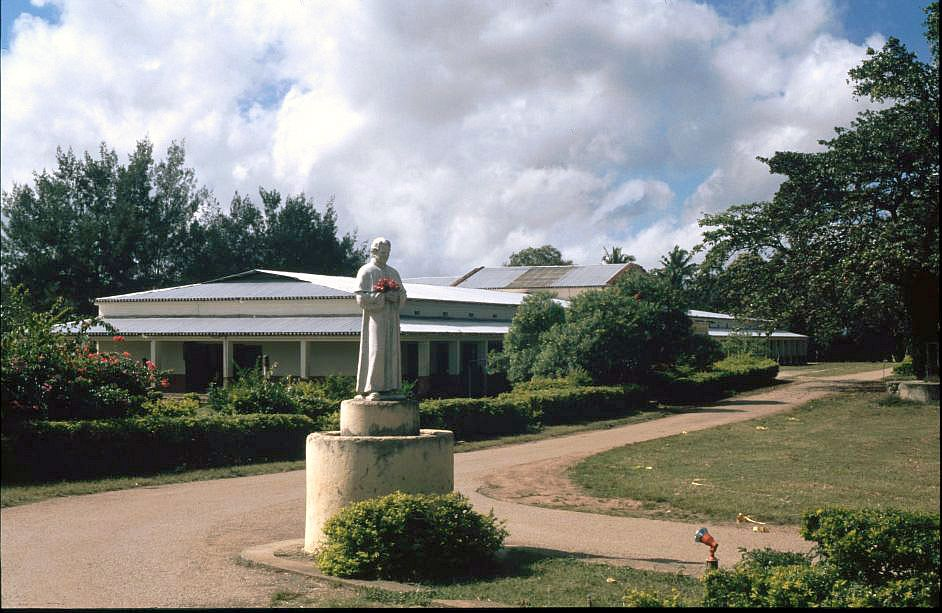
Don Bosco College
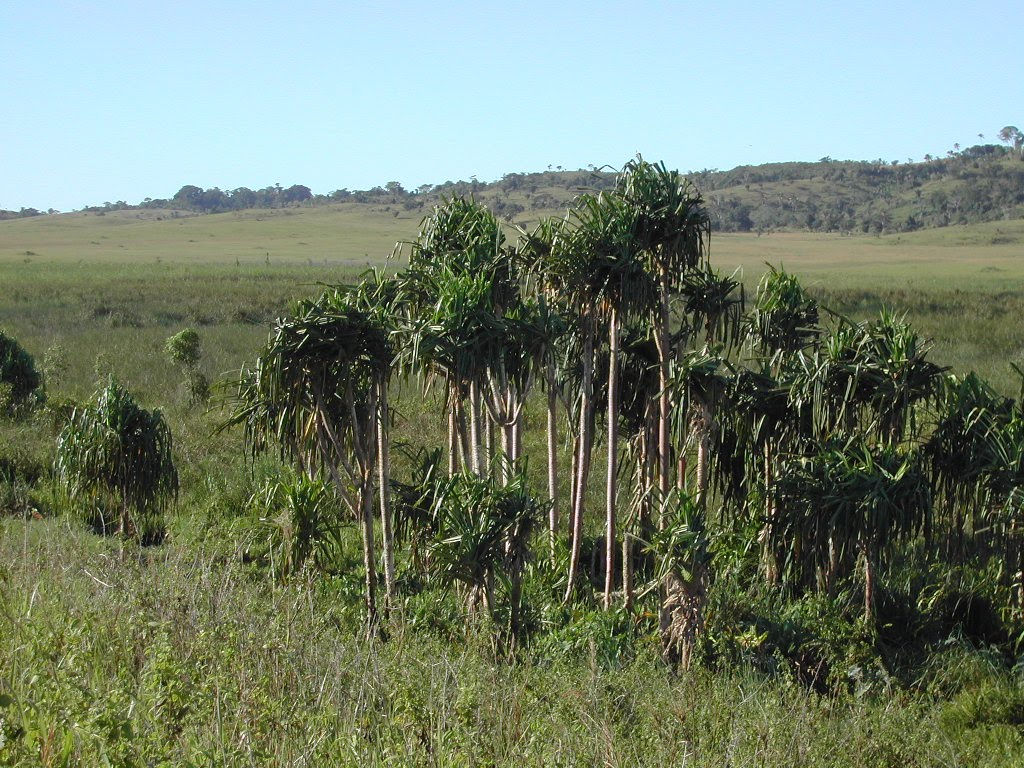
Feuchtgebiet westlich von Lospalos bei Chaiuacha Baru
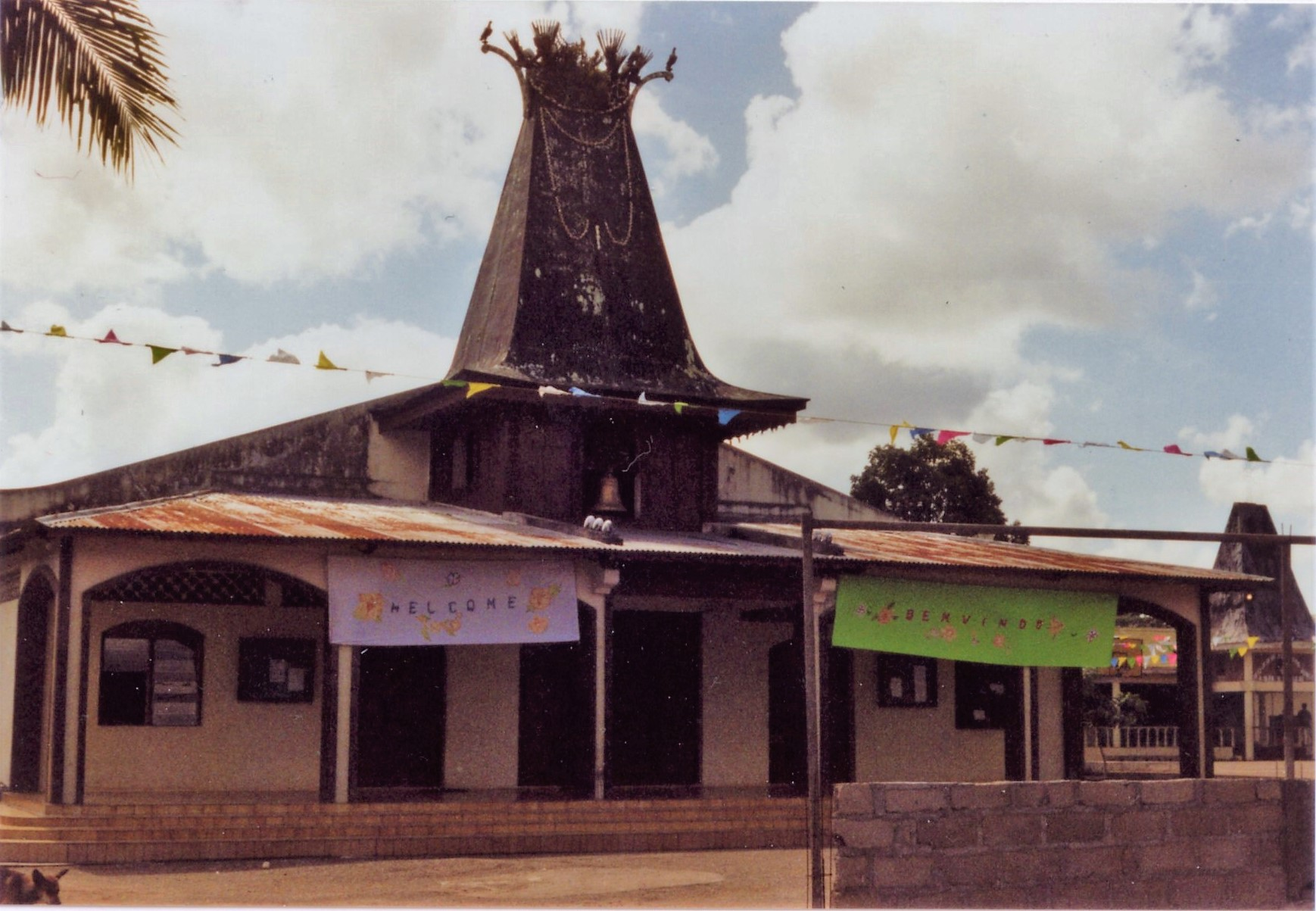
Katholische Kirche São Paulo
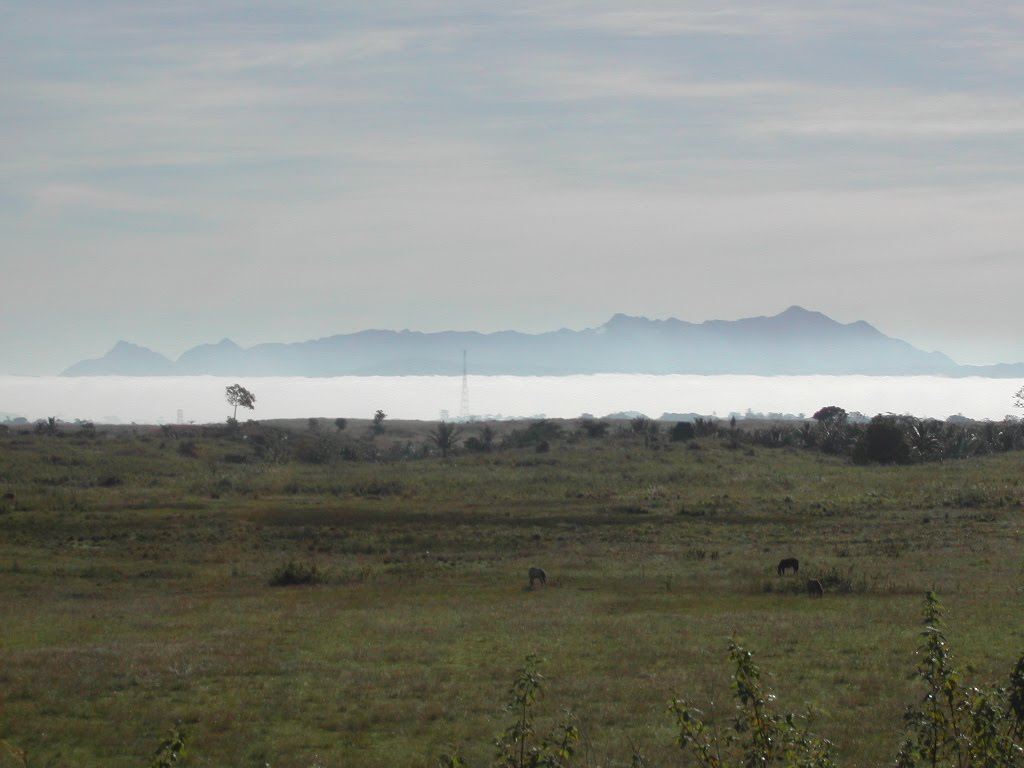
Im Süden des Sucos mit Blick auf die Paitchau-Bergkette

## Einwohner
In Fuiloro leben 16.461 Einwohner (2022), davon sind 8.218 Männer und 8.243 Frauen. 12.782 von ihnen wohnen in einer urbanen Umgebung, 3.679 im ländlichen Teil des Sucos. Im Suco gibt es 3.051 Haushalte. Die meisten Einwohner sprechen die Nationalsprache Fataluku. In Sawarica und Natura lebt eine größere Gruppe von Makalero. Fast 65 % der Einwohner geben Fataluku als ihre Muttersprache an. 16 % sprechen Makasae, 11 % Tetum Prasa, 3 % Sa’ane, 2,5 % Makalero, Minderheiten Tetum Terik.

## Geschichte

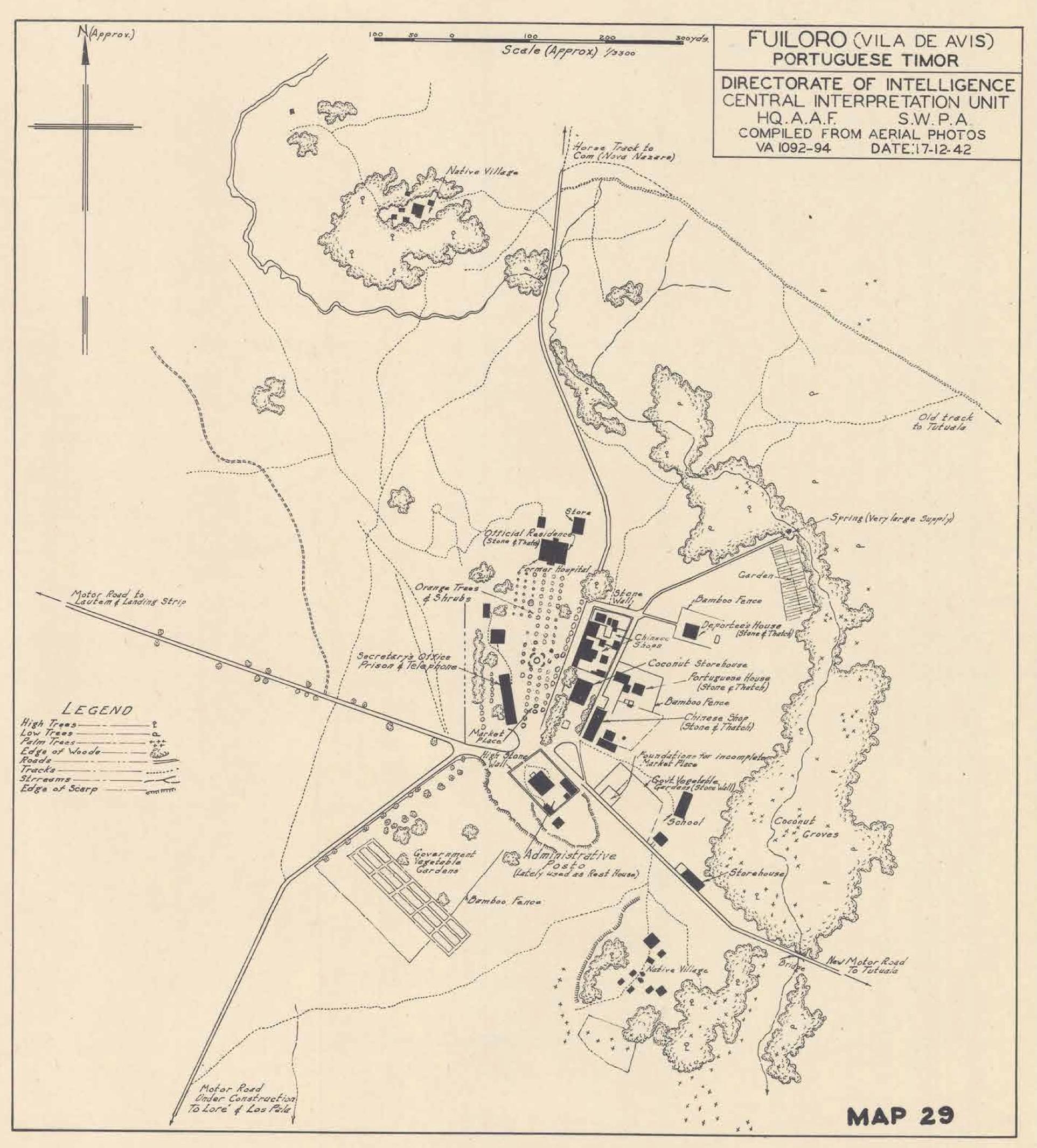
Australische Militärkarte von Fuiloro (1942)

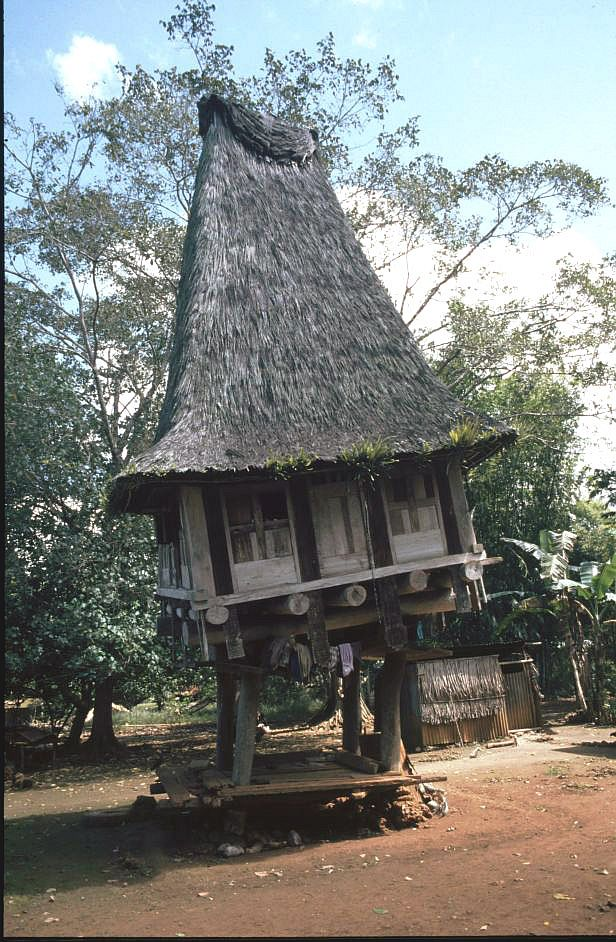
Eines von zwei traditionellen Häusern in Titilari. 2003 war es noch bewohnt.

In Fuiloro lag früher ein portugiesischer Militärposten. Während des Zweiten Weltkriegs betrieben die japanischen Streitkräfte ab November 1942, westlich des Dorfes das Abisu Flugfeld (Lage). Das Dorf hatte damals etwa 200 Einwohner und einen großen Markt. Nördlich des Marktes gab es ein großes Gebäude, das ursprünglich ein Krankenhaus gewesen war, nun aber als Amtssitz des portugiesischen Verwaltungsbeamten des Posten diente. Südlich des Marktes stand das alte portugiesische Fort, von dem heute nur noch wenig mehr als ein Torbogen übrig ist (Lage).
Kommandant des Militärpostens war der Portugiese Francisco Alegria Alberto, der die australischen Soldaten unterstützte, bis die Japaner am 17. November 1942 in Fuiloro eintrafen. Alberto wurde gefangen gesetzt und, wie später auch seine Familie, nach Liquiçá in das Internierungslager gebracht.
Das Flugfeld verfügte über zwei Pisten (1280 m × 76 m und 1190 m × 90 m) und war für schwere Bomber ausgelegt, mit denen man das 610 Kilometer entfernte Darwin angreifen konnte. Damit konnte Japan seine Luftüberwachung bis Australien ausdehnen. Fuiloro war daher während der Schlacht um Timor so oft Ziel von australischen Bombenangriffen, dass die Australier die Flüge dorthin bald „Milk Run“ nannten. Östlich des heutigen Colégio Dom Bosco befindet sich eine unterirdische Anlage der Japaner (Lage).

Fuiloro 1946
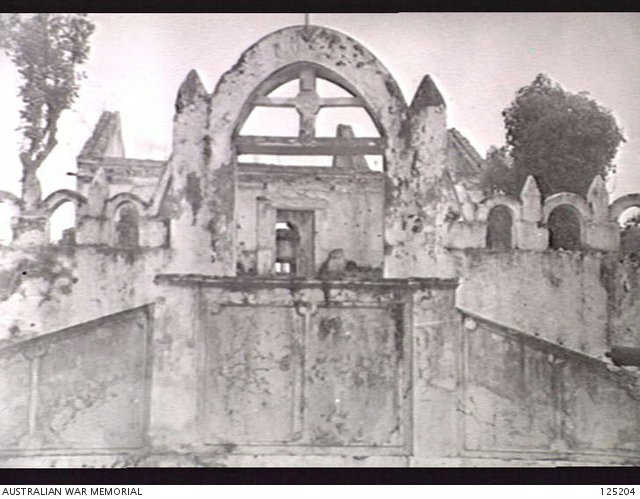
Eingang zum Militärposten von Fuiloro
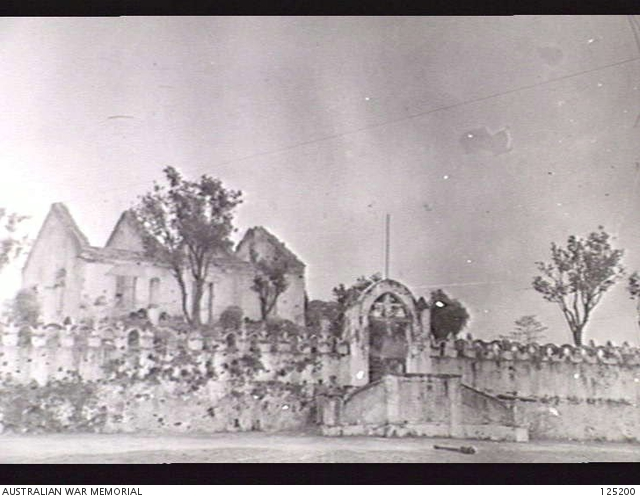
Die Ruinen des Militärpostens
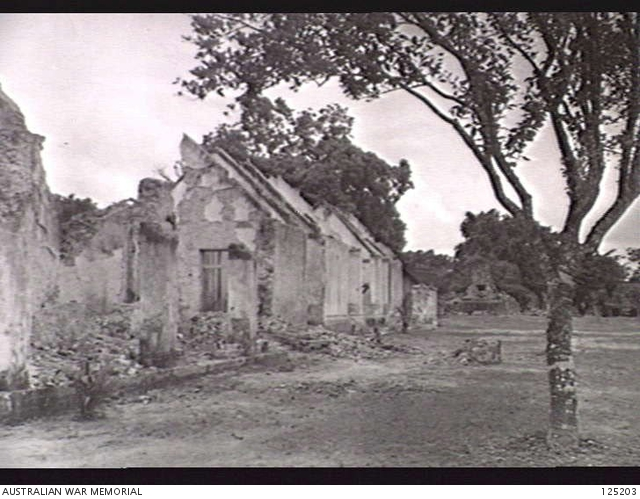
Von Bomben zerstörtes Haus
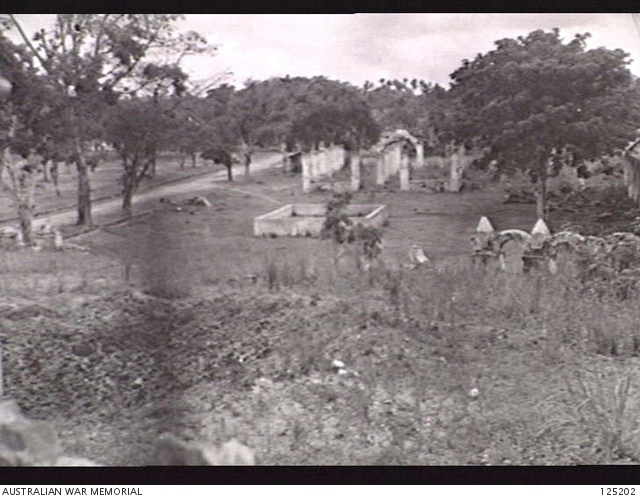
Zerstörte Häuser

Während der indonesischen Besatzungszeit hatten in Fuiloro drei Kompanien des Bataillons 745 der Streitkräfte Indonesiens (TNI) ihren Stützpunkt mit 120 Soldaten und ihren Familien. Es war die erste Einheit der TNI, die aus Osttimoresen bestand. Die beiden anderen Kompanien waren in der Nähe stationiert. Neun Tage nach dem Unabhängigkeitsreferendum in Osttimor am 30. August 1999 begannen Soldaten des Bataillons Jagd auf Befürworter der Unabhängigkeit zu machen. 13 Morde sind dokumentiert. Am 25. September 1999 wurden zwei Nonnen und drei Seminaristen aus Fuiloro, zusammen mit acht weiteren Menschen von einer pro-indonesischen Miliz an einer Straßensperre nahe Lautém ermordet.

## Politik
Bei den Wahlen von 2004/2005 wurde Victor Dias Quintas zum Chefe de Suco gewählt und 2009 und 2016 in seinem Amt bestätigt.

## Persönlichkeiten
- Afonso Sávio (1946–1979), aus Ira'ara, Freiheitskämpfer
- Faustino dos Santos (1957–2020), aus Ira'ara, Freiheitskämpfer und Politiker
- Cirilo Cristóvão (1966–2019), Chef des Nationalen Nachrichtendienstes und Verteidigungsminister
- Armando dos Santos Lopes (* 1966), aus Ira'ara, Politiker
- Maria Anabela Sávio (* 1974), Politikerin
- Sisto dos Santos (1979–2023), Menschenrechtler